# Herb gminy Strzelce

Herb gminy Strzelce w 2019 r.

Herb gminy Strzelce – jeden z symboli gminy Strzelce.

## Wygląd
Herb przedstawia na tarczy w polu czerwonym od czoła trójłucze złote, 1 nad 2, od podstawy takąż napiętą kuszę z bełtem w dół.

## Symbolika
Trzy przeplecione pierścienie symbolizują Trójcę Świętą, pod której wezwaniem jest kościół parafialny w Strzelcach. Kusza nawiązuje do nazwy gminy i miejscowości Strzelce.

## Historia
Pierwotnie ustanowiony herb w dniu 30 maja 2019 r. przedstawiał w polu czerwonym trzy przeplecione pierścienie złote, 1 nad 2, od podstawy napięty łuk ze strzałą w dół.
W obecnym kształcie herb został ustanowiony przez Radę Gminy 28 lipca 2019 r.. Autorami projektu są Kamil Wójcikowski i Robert Fidura.